# Jomo Sono
Matsilela Ephraim Sono (plus connu sous le nom de Jomo Sono), né le 17 juillet 1955 à Soweto, est un footballeur sud-africain. Il est actuellement entraîneur et propriétaire du club du Jomo Cosmos.

## Biographie
Il fut sans doute le meilleur joueur sud-africain de l'histoire mais a été privé de reconnaissance internationale en raison de la politique d'Apartheid de son pays. Il jouait au poste d'attaquant pour les Orlando Pirates. 
En 1976, le gouvernement sud-africain consent à ce qu'une des premières équipes mixtes sud-africaines affronte la grande Argentine en match amical, à cette occasion Sono marque quatre buts et permet à l'Afrique du Sud de s'imposer 5-0. En 1977 Sono s'exila aux États-Unis pour jouer aux Colorado Caribous et surtout aux New York Cosmos aux côtés de Pelé. 
Après sa carrière de joueur, il retourna en Afrique du Sud et racheta en 1982 le club de Highlands Park à Johannesbourg, qu'il rebaptisa Jomo Cosmos Football Club. Le Jomo Cosmos remporta de nombreux succès dont le championnat national en 1987. Parallèlement, Jomo Sono prospecta dans les quartiers et zones pauvres d'Afrique du Sud pour dénicher de nouveaux talents. Il découvrit ainsi des futurs internationaux sud-africains comme Philemon Masinga, Helman Mkhalele, Sizwe Motaung ou Mark Fish. 
En 1998, il devient entraîneur de l'équipe d'Afrique du Sud de football. Les Bafanas Bafanas atteignent la finale de la Coupe d'Afrique des nations face à l'Égypte, mais Sono doit laisser sa place à Philippe Troussier avant le Mondial 98 en France. Les dirigeants sud-africains cherchent en effet un sélectionneur expérimenté pour guider les sud-africains lors de leur première coupe du monde. Mais avec Troussier, l'Afrique du Sud commence la compétition par une lourde défaite face aux Bleus 3-0 à Marseille et ne franchira pas le premier tour.
Quatre ans plus tard, Jomo Sono prend la place du sélectionneur Carlos Queiroz, démissionnaire après la mauvaise performance des Bafanas Bafanas lors de la Coupe d'Afrique des nations de football 2002 au Mali. L'Afrique du Sud du sélectionneur Sono et du capitaine Lucas Radebe ne parvient pas à franchir le premier tour de la coupe du monde 2002 mais elle fait meilleure impression qu'en 1998 en sortant du tournoi la tête haute, avec 5 buts marqués, une victoire contre la Slovénie (1-0) et un nul contre le Paraguay (2-2). Sa seule défaite intervient contre l'Espagne (3-2).